# Mistérios dionisíacos
Os mistérios dionisíacos ou cultos dionisíacos eram ritos religiosos dedicados ao deus grego Dioniso. Destacavam-se por serem cultos que contradiziam e ultrapassavam a ordem social e humana convencional, ao contrário dos aos outros deuses, que cumpriam o papel de reforçar e sacralizar os valores da cidade grega. Nos rituais a Dioniso o devoto experienciava a alteridade, o contato com a figura do Outro, encontrando dentro de si, através do transe, uma expressão que divergia da experiência cotidiana e ordinária. Na experiência dionisíaca, o aspecto dual – o masculino e o feminino, o selvagem e o civilizado etc. – que confere racionalidade e coerência à realidade consensual se desfaz, os opostos fundem-se, e assim também o homem funde-se aos deuses e à natureza.

## Dioniso e o transe
Dioniso, conhecido como o deus delirante, era o deus da loucura, do vinho, do delírio. “Uma antiga denominação e interpretação para um estado excepcional da alma é éntheos: o deus dentro de si” . Era exatamente esse o objetivo dos rituais dionisíacos, a loucura como experiência divina, realização e fim em si mesma. É como se acontecesse a fusão do deus com aquele que o cultua.

## Evolução do Dionisismo
Dioniso foi incorporado tardiamente na cultura grega. O surgimento dos cultos dionisíacos parecem datar do século VIII a.C., época em que iniciou-se o comércio com a Trácia e, por conseguinte, o contato com a tribo trácia selvagem dos Satrae, supostamente os primeiros a desenvolverem o culto a Dioniso de que se tem notícia.
À medida que o dionisismo tornou-se popular e considerando que tal prática se mostrava ameaçadora à religião cívica, foi preciso que a cidade grega o reconhecesse como seu, dando-lhe lugar nos cultos públicos, celebrando-o oficialmente. Assim, os cultos tornar-se-iam institucionalizados, os transes, controlados e organizados. Dessa forma, surge o teatro como uma forma de ilusão, em cena, da experiência de alteridade e de êxtase.

## Mulheres e o Dionisismo
Na Teogonia de Hesíodo, a Noite é uma divindade feminina que surgiu do Caos. No imaginário grego, portanto, a noite tem uma relação com as mulheres e o feminino e significa um momento de reencontro com o caos. Além disso, a noite tem também outro significado associado às mulheres, apesar de que não exclusivamente, de contato com o divino, com o indizível, com os mistérios. Nesse contexto se inseriam os rituais dionisíacos, que eram geralmente femininos e de caráter noturno. Em Atenas, principalmente durante o século VI a.C., quando o poder político abria-se aos demos e estabeleciam-se as definições de cidadão, controlava-se de forma mais rigorosa o comportamento das mulheres – cujo papel social envolvia o cuidado do lar e do núcleo familiar –, mas, ao mesmo tempo, houve uma abertura aos mistérios dionisíacos para as mulheres. Nos cultos dionisíacos, as mulheres, que na sociedade grega se encontravam em segundo plano frente à autoridade masculina, invertiam essa ordem estabelecida através da libertação dos laços sociais pela loucura e, também, através da adoração da força criadora da natureza, considerada ela mesma uma espécie de grande mãe cósmica.